# 維多利亞州

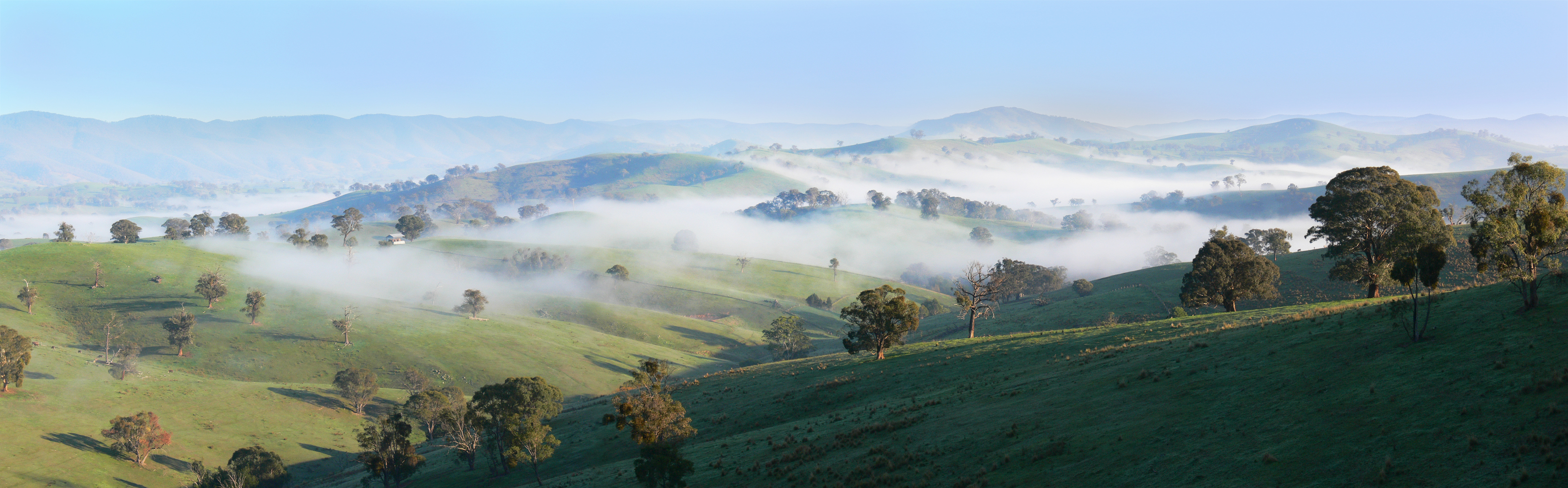
晨雾中的维多利亚州风景

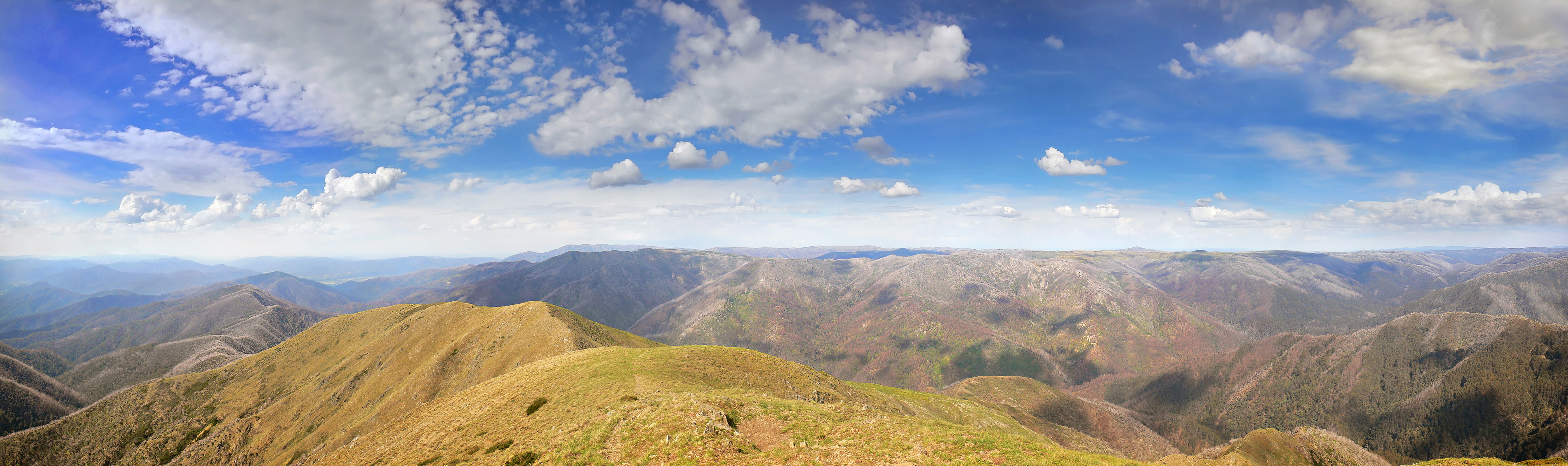
维多利亚州费瑟托普山顶风光

维多利亚州（缩写为），简称維州、維省，又譯域多利省，是澳大利亞東岸南部的一个州，是澳洲大陸本土五个联邦州中幅員最小的（僅237629平方公里），但人口卻為澳洲第二多（接近670万，僅次於新南威爾斯州），人口密度因此为澳洲六州之首。维多利亚全州現劃分為79個地方政府區域，人口主要集中在中南部菲利普港湾周边地区。維多利亞州首府墨爾本為本州第一大城市，全州逾76%人口在此聚居，在澳洲聯邦成立之初曾是整个澳大拉西亞地区最大城市，并曾是联邦政府所在地（直到1927年迁都至新建完毕的坎培拉）。
维多利亚州向北隔着墨累河与新南威爾斯州接壤，向西与南澳大利亚州接壤，向南隔着巴斯海峡与塔斯马尼亚岛相望，向东南和西南分别相邻塔斯曼海和南冰洋的大澳洲湾。维多利亚州在地图上形似一个西宽东窄的三角形，东部主要被维多利亚阿尔卑斯山脉（Victorian Alps，澳大利亚阿尔卑斯山脉的西南段）所占，中西部是大分水岭余脉的山区、丘陵和高地和广阔的火山平原，其余地区（超过全州总面积的60%）大多为适合耕作种植和畜牧的冲积平原，其中北部的高宝河谷（Goulburn Valley）流域是澳大利亚农业生产率最高的地区之一。维多利亚还是澳大利亚葡萄酒的主要产区之一，拥有全国最多的酒庄。
維多利亞州素有“花園之州”（The Garden State）的美譽，而當地人則以熱愛体育運動及文藝見稱，更是澳洲特有澳式足球的發源地。每年11月的首周二，於首府墨爾本舉行的墨爾本盃，被譽為“讓全國停下來的比賽”（the race that stops the nation）。除此之外，一級方程式澳洲大獎賽、澳大利亚网球公开赛及戴维斯杯均於墨尔本市举辦。

## 歷史
根據考古發掘資料，距今3萬至4萬年年前，既有澳洲原住民在維多利亞州居住。 
1788年，英國人在澳大利亞建立了第一個殖民地新南威爾士。根據英國的領土主張，當時的新南威爾士涵蓋了除西澳大利亞（時稱新荷蘭）以外的整個澳洲大陸，後來的維多利亞因此也是新南威爾士的一部分。此後的數十年裏從新南威爾士的悉尼和南邊的范迪门斯地（今塔斯馬尼亞）出發的殖民者逐漸開始在現在的維多利亞境内定居。1835年范迪门斯地殖民者創建了墨爾本，此地區開始成爲一個頗具規模的定居點，後來新南威爾士殖民政府將其划為“飛利浦地區”。
1850年帝国国会通过《1850年澳洲诸地宪法法令》将飛利浦地區从新南威尔士分离，成立分别的殖民地“維多利亞”，并同时规定新成立的殖民地由一名副督（英語：Lieutenant Governor）治理，同时新南威尔士督抚升总督衔（英語：Governor-General），直辖新南威尔士并兼理维多利亚。同时法令还规定副督得開設立法局，其中2/3议席选举产生，1/3由副督代表君主官委。
1851年，因為於柏拉瑞特及本迪戈附近發現金礦而引發淘金熱。早期華工便稱墨爾本為新金山（美國加州北部大城舊金山之名即由此而來）。是年7月1日，新南威爾士殖民地議會通過相應條例后，維多利亞殖民地正式宣告成立。維多利亞殖民地面積20多萬平方公里（相當於一個英國），今天是澳洲大陸面積最小的一個州。同年（1851年）維多利亞議會成立，于1856年搬入墨爾本議會大廈。

## 主要地区

### 南部
- 菲利普港湾（Port Phillip Bay）
  - 墨尔本大都会（Greater Melbourne）
  - 雅拉河谷（Yarra Valley）
  - 丹德农山区（Dandenong Ranges）
  - 莫宁顿半岛（Mornington Peninsula）
  - 威勒比平原（Werribee Plain）

### 东南部
- 吉普斯兰（Gippsland）地区
  - 西吉普斯兰（West Gippsland）
    - 西港湾（Western Port Bay）
    - 法国岛（French Island）

  - 南吉普斯兰（South Gippsland）
    - 菲利普岛（Phillip Island）
    - 威尔逊岬（Wilsons Promontory）

  - 拉特罗布河谷（Latrobe Valley）
  - 中吉普斯兰（Central Gippsland）
  - 东吉普斯兰（East Gippsland）

### 东北部
- 维多利亚阿尔卑斯山区（Victorian Alps）
- 休姆（Hume）地区
  - 欧文斯河-墨累河流域（Ovens Murray）
  - 高宝河谷（Goulburn Valley）

### 西北部
- 洛登-马利地区（Loddon Mallee）
  - 洛登河-坎帕斯皮河流域（Loddon Campaspe）
  - 马利河流域（Mallee）

### 西部
- 格兰萍（Grampians）地区
  - 中部高地（Central Highlands）
    - 格兰萍山脉（Grampian Mountains）
    - 比利牛斯山脉（Pyrenees Ranges）

  - 维么拉-马利河南地区（Wimmera Southern Mallee）
- 巴原西南（Barwon South West）地区
  - 吉朗大都会（Greater Geelong）
  - 巴原河流域（Barwon）
    - 奥特维山脉（Otway Ranges）

  - 南部大海岸（Great South Coast）
    - 西部火山平原（Western Volcanic Plains）

### 主要城市
- 墨爾本（Melbourne）：515.9萬人
- 吉朗（Geelong）：26.9萬人
- 柏拉瑞特（Ballarat）：11.0萬人
- 本迪戈（Bendigo）：10.1萬人
- 谢珀顿-穆鲁普纳（Shepparton-Mooroopna）：5.95萬人
- 米爾杜拉（Mildura）：5.19萬人
- 沃東加（Wodonga）：3.51萬人
- 瓦南布尔（Warrnambool）：3.52萬人
- 特拉拉尔根（Traralgon）：2.80萬人
- 旺加拉塔（Wangaratta）：1.93萬人

### 都会区
| 排名 | 都会区名稱                       | 2016人口  |
| --- | -------------------------------- | --------- |
| 1 | 墨尔本 SUA*                      | 4,323,072 |
| 2 | 吉朗 SUA                         | 247,459   |
| 3 | 巴拉瑞特 SUA                     | 99,885    |
| 4 | 本迪戈 SUA                       | 94,378    |
| 5 | 梅尔顿 SUA                       | 59,887    |
| 6 | 谢珀顿-穆鲁普纳 SUA              | 49,672    |
| 7 | 米尔杜拉-温特沃斯 SUA (州内部分) | 44,275    |
| 8 | 特拉拉尔根-莫韦尔 SUA            | 40,601    |
| 9 | 奥尔伯里-沃东加 SUA (州内部分)   | 39,353    |
| 10 | 沃勒格尔-德罗因 SUA              | 34,970    |
| 11 | 华南埠 SUA                       | 34,021    |
| 12 | 巴克斯马什 SUA                   | 20,345    |
| 13 | 吉斯伯恩-马其顿 SUA              | 20,218    |
| 14 | 旺加拉塔 SUA                     | 18,710    |
| 15 | 莫伊-纽伯勒 SUA                  | 16,551    |
| • SUA是“显著城市区”（Significant Urban Area）的缩写，是澳大利亚统计地理标准（Australian Statistical Geography Standard，缩写ASGS）中对人口过万的城市和市镇的统称，泛指二级统计区（Statistical Area Level 2，简称SA2）以上的城市中心和住区（Urban Centres and Localities，简称UCL） 。 |                                  |           |

## 旅遊景點
- 大洋路
- 菲利普島
- 疏芬山（Sovereign Hill，新金山據點）「淘金鎮」
- 阿拉臘（Ararat），澳洲首个华人開拓的城市，1857年在此發現了聞名的廣東礦脈，開拓了阿拉臘金礦區[5]。
- 希爾斯維爾野生動物保護區（Healesville Sanctuary）
- 雅拉河谷和丹德農區（Dandenong Ranges & Yarra Valley）
- 摩寧頓半島（Mornington Peninsula）
- 布勒山滑雪場（Mt. Buller）
- 佛斯奎克山（Falls Creek）

## 高等學府
- 墨尔本大学
- 蒙纳士大学
- 皇家墨尔本理工大學
- 斯威本科技大學
- 乐卓博大学
- 迪肯大學
- 维多利亚大学 (澳大利亚)
- 澳大利亚联邦大学
- MCD神学大学